# Waldeck-Frankenberg

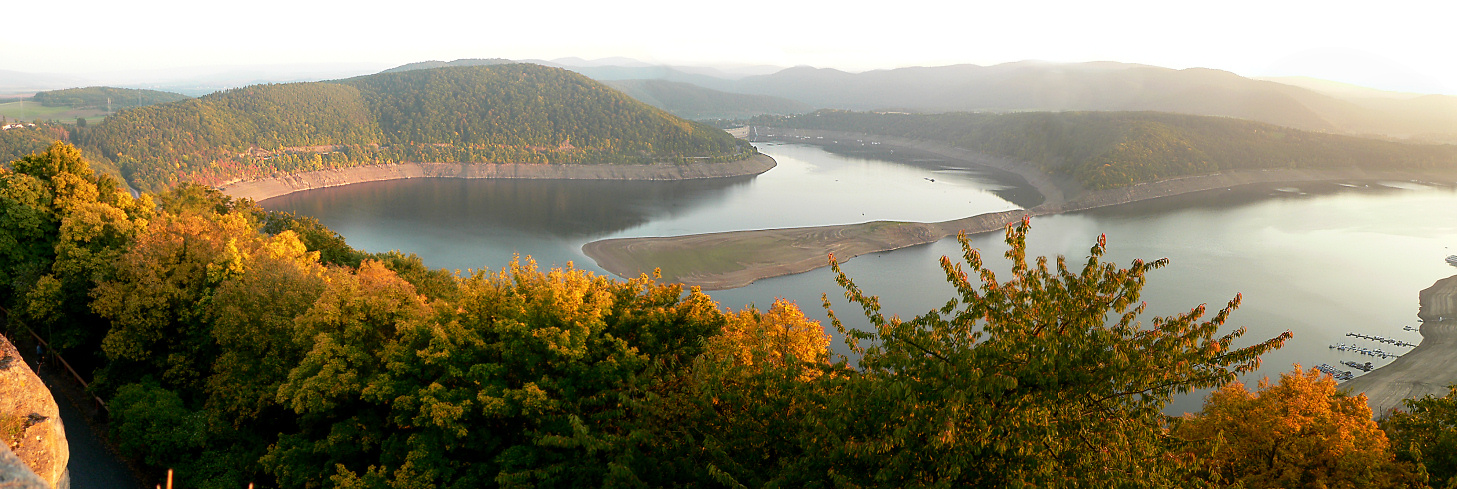
Edersee khi nước cạn

Huy hiệu

Waldeck-Frankenberg là một huyện về phía bắc của Hessen, Đức. Các huyện giáp ranh là: Höxter, Kassel, Schwalm-Eder, Marburg-Biedenkopf, Siegen-Wittgenstein, Hochsauerland.
Huyện được lập năm 1972 thông qua việc sáp nhập hai huyện Frankenberg và Waldeck. Phần lớn lãnh thổ huyện trước đây thuộc Freistaat Waldeck, một đơn vị kế thừa của công quốc Waldeck.
Huyện này tọa lạc ở vùng núi Sauerland, với độ cao nhất trong huyện đạt 843 m.
Có 4 hồ nhân tạo được tạo bởi các đập ngăn, trong đó lớn nhất là Edersee, diện tích 12 km². Sông chính chảy qua huyện là Eder.

## Thị xã và đô thị
| Thị xã | Đô thị |
| --- | --- |
| 1. Bad Arolsen 2. Bad Wildungen 3. Battenberg (Eder) 4. Diemelstadt 5. Frankenau 6. Frankenberg (Eder) 7. Gemünden (Wohra) 8. Hatzfeld (Eder) 9. Korbach 10. Lichtenfels 11. Rosenthal 12. Volkmarsen 13. Waldeck | 1. Allendorf (Eder) 2. Bromskirchen 3. Burgwald 4. Diemelsee 5. Edertal 6. Haina (Kloster) 7. Twistetal 8. Vöhl 9. Willingen (Upland) |